# Bergedorf (districte)
|  | Per a altres significats, vegeu «Bergedorf». |

El Districte de Bergedorf és un bezirk, una divisió administrativa típica de l'estat federal alemany d'Hamburg. Al 31 d'octubre de 2010 tenia 120.060 habitants. D'ençà que va crear-se el barri de Neuallermöhe l'1 de gener de 2011, extret de quarters de Bergedorf i d'Allermöhe, té 14 barris o Stadtteile.

## Barris

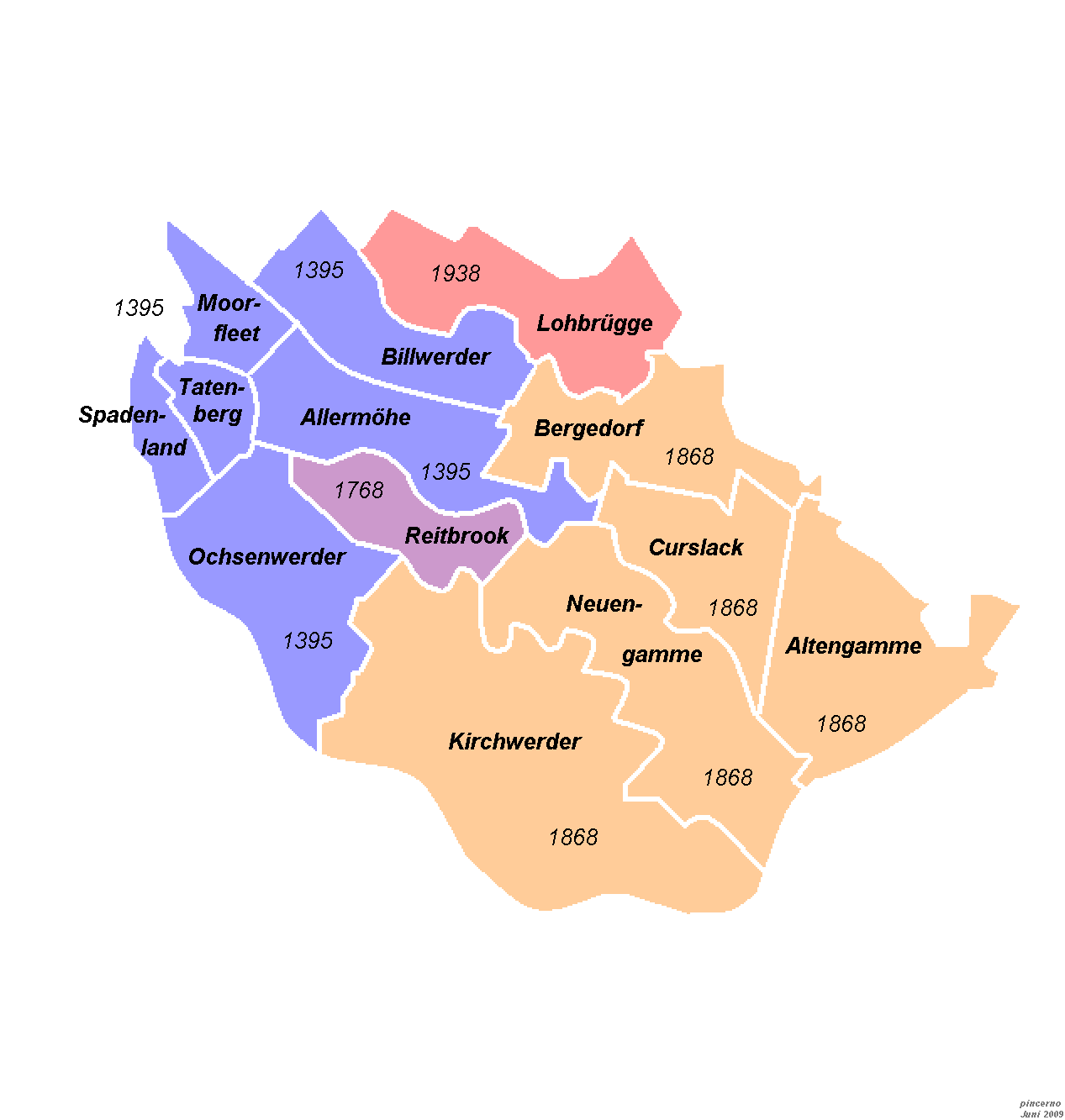
Cronologia de la pertinença a l'estat d'Hamburg: El 1395 Hamburg comprà els Marschlande, Reitbrook passà a Hamburg el 1768 després del Tractat de Gottorp. El 1868 Hamburg comprà la part de Lübeck del condomini de Bergedorf i dels Vierlande. Lohbrügge va afegir-se el 1938 al marc de la llei de l'àrea metropolitana d'Hamburg

| Barri        | Superfície km² | Habitants (2009) | Mapa                          |
| ------------ | -------------- | ---------------- | ----------------------------- |
| Allermöhe    | 11,9 km²       | 15.203           | Lage von Hamburg-Allermöhe    |
| Altengamme   | 15,6 km²       | 2.177            | Lage von Hamburg-Altengamme   |
| Bergedorf    | 11,3 km²       | 41.240           | Lage von Hamburg-Bergedorf    |
| Billwerder   | 9,5 km²        | 1.311            | Lage von Hamburg-Billwerder   |
| Curslack     | 10,6 km²       | 3.534            | Lage von Hamburg-Curslack     |
| Kirchwerder  | 32,4 km²       | 8969             | Lage von Hamburg-Kirchwerder  |
| Lohbrügge    | 13,0 km²       | 38767            | Lage von Hamburg-Lohbrügge    |
| Moorfleet    | 4,3 km²        | 1.130            | Lage von Hamburg-Moorfleet    |
| Neuallermöhe | 14,1 km²       | ±24.000          |                               |
| Neuengamme   | 18,6 km²       | 3509             | Lage von Hamburg-Neuengamme   |
| Ochsenwerder | 14,1 km²       | 2.292            | Lage von Hamburg-Ochsenwerder |
| Reitbrook    | 6,9 km²        | 436              | Lage von Hamburg-Reitbrook    |
| Spadenland   | 3,4 km²        | 467              | Lage von Hamburg-Spadenland   |
| Tatenberg    | 3,1 km²        | 499              | Lage von Hamburg-Tatenberg    |